# آناریتا سیدوتی
آناریتا سیدوتی (ایتالیایی: Annarita Sidoti; ۲۵ ژوئیه ۱۹۶۹ - ۲۱ مه ۲۰۱۵) دونده دو سرعت اهل ایتالیا بود.